# Hemera
Hemera (grč. Ἡμέρα, Hêméra = "dan") u grčkoj mitologiji personifikacija je dana i primordijalno božanstvo.

## Karakteristike
Hemera (Dan) je ponekad poistovjećena s božicom Ejom (Zora).
William-Adolphe Bouguereau je naslikao Hemeru kao lijepu golu božicu blaženog izraza lica. Slično je naslikao njezinu sestru Niktu.

## Mitologija

### Rođenje
Hemera je prema Heziodu kći Nikte (Noć) i Ereba (Tama), prema pjesniku Bahilidu kći Nikte i Krona (Vrijeme), a prema Higinu Hemera je kći Kaosa, a Nikta joj je sestra.

### Život
Njezin brat i ljubavnik Eter nije aktivno sudjelovao u mitologiji i kultu kao ni Hemera. Higin navodi Urana (Otac Nebo), Geju (Majka Zemlja) i Talasu (More) kao njihovu djecu, a Heziod samo Talasu.
Prema Heziodu, Hemera je napustila Tartar kad je Nikta došla u nj, a kad se Nikta vratila, Hemera ga je napustila.

## Vanjske poveznice
- Hemera u grčkoj mitologiji i umjetnosti (engl.)